# مايكل سميث (لاعب كرة قدم)
مايكل سميث (بالإنجليزية: Michael Smith) (و. 1988  م) هو لاعب كرة قدم، من المملكة المتحدة، يلعب كمُدَافِع.

## مسيرته الكروية
لعب مايكل سميث خلال مسيرته الاحترافية مع 4 أندية في اثنا عشر موسمًا وسجل خلالها 9 أهداف ضمن 389 مباراة. ولم يفز بأي موسم بالكأس أو بالدوري.
خاض مايكل سميث مسيرته مع نادي بيليمينا يونايتد في موسم 2008–09 واستمر معه طيلة ثلاثة مواسم، مشاركًا في 86 مباراة سجل خلالها 5 أهداف. ثم انتقل إلى نادي بريستول روفيرز في موسم 2011–12 واستمر معه طيلة ثلاثة مواسم، حيث شارك في 101 مباراة سجل خلالها هدفًا واحدًا. لينتقل بعدها إلى نادي بيتربورو يونايتد في موسم 2014–15 واستمر معه طيلة ثلاثة مواسم، مشاركًا في 120 مباراة سجل خلالها 3 أهداف. ثم انتقل إلى نادي هارت أوف ميدلوثيان في موسم 2017–18 واستمر معه طيلة ثلاثة مواسم، مشاركًا في 82 مباراة ولم يسجل أي هدف.

## روابط خارجية
- مايكل سميث على موقع الاتحاد الدولي (مؤرشف)  (الإنجليزية)
- مايكل سميث على موقع الاتحاد الأوربي (الإنجليزية)
- مايكل سميث على موقع قاعدة بيانات كرة القدم.إي يو (الإنجليزية)
- مايكل سميث على موقع ناشيونال فوتبول تيمز (الإنجليزية)
- مايكل سميث على موقع Soccerbase.com (لاعب) (الإنجليزية)
- مايكل سميث على موقع Soccerway.com (الإنجليزية)
- مايكل سميث على موقع عالم كرة القدم.نت (الإنجليزية)